# You've Come a Long Way, Baby
You've Come a Long Way, Baby es el segundo álbum de estudio del músico de big beat Fatboy Slim, lanzado el 19 de octubre de 1998 por medio del sello discográfico Skint Records. El álbum llegó al número uno en el UK Albums Chart y número 34 en el Billboard 200 de Estados Unidos. Se lanzaron cuatro sencillos del álbum: "The Rockafeller Skank", "Gangster Trippin", "Praise You" y "Right Here, Right Now", cada uno de los cuales alcanzó el top 10 en el UK Singles Chart.

## Lista de canciones
Todas las canciones fueron producidas por Fatboy Slim.
| #  | Título                       | Samples | Compositor                                           | Tiempo                      |
| -- | ---------------------------- | --- | ---------------------------------------------------- | --------------------------- |
| 1  | "Right Here, Right Now"      | - "Ashes, the Rain and I" por James Gang - Diálogo de Angela Bassett en la película Días extraños | Fatboy Slim, Dale Peters, Joe Walsh                  | 6:27                        |
| 2  | "The Rockafeller Skank"      | - "Vinyl Dogs Vibe" por Vinyl Dogs ft. Lord Finesse - "Gunn" por Art of Noise ft. Duane Eddy - "Beat Girl - Main Title" por John Barry - "Sliced Tomatoes" por Just Brothers                                                                         | Fatboy Slim, John Barry, Winifred Terry, Robert Hall | 6:53                        |
| 3  | "Fucking in Heaven"[B]       | - "Copy Kat" por Bar-Kays - "Somebody Oughta Turn Your Head Around" por The Crystal Mansion - "The Rapper" por The Jaggerz | Fatboy Slim                                          | 3:54 3:47 (versión editada) |
| 4  | "Gangster Tripping"          | - "Entropy" por DJ Shadow - "Beatbox Wash" por Dust Junkys - "You Did It" por Ann Robinson - "8th Wonder" por Sugarhill Gang - "The Turntablist Anthem" por X-Ecutioners - "Word Play" por X-Ecutioners                                              | Fatboy Slim, Dust Junkys, Josh Davis                 | 5:20                        |
| 5  | "Build It Up - Tear It Down" | - "The Acid Test" por Leo Muller - "Tobacco Road" por Eric Burdon y War - "Philly Dog" por Ike Turner & the Kings of Rhythm - "Feelin' So Good (S.K.O.O.B.Y.-D.O.O.)" por The Archies                                                                | Fatboy Slim                                          | 5:05                        |
| 6  | "Kalifornia"                 | | Fatboy Slim, Mr. Natural                             | 5:53                        |
| 7  | "Soul Surfing"               | - Tippa Irie en el lanzamiento en vivo de Coughing Up Fire - "I'll Do a Little Bit More" por The Olympics | Fatboy Slim, Earl Nelson, Fred Smith                 | 4:56                        |
| 8  | "You're Not from Brighton"   | - "The Groovy Thang" por Minimal Funk - "Nobody's Business (Nosey Parker Mix)" por Peace by Piece | Fatboy Slim                                          | 5:20                        |
| 9  | "Praise You"                 | - "It's a Small World", del álbum Mickey Mouse Disco - Tema de la serie de televisión Fat Albert and the Cosby Kids - "Balance & Rehearsal" por James B. Lansing Sound Inc. - "Take Yo Praise" por Camille Yarbrough - "Running Back to Me" por Ruby | Fatboy Slim, Camille Yarbrough                       | 5:23                        |
| 10 | "Love Island"                | | Fatboy Slim                                          | 5:18                        |
| 11 | "Acid 8000"                  | | Fatboy Slim                                          | 7:28                        |

### Bonus tracks
| #  | Título                                         | Compositor  | Tiempo  |
| -- | ---------------------------------------------- | ----------- | ------- |
| 12 | "How Could They Hear Us" (edición australiana) | Fatboy Slim | 5:08[A] |
| 12 | "The World Went Down" (edición japonesa)       | Fatboy Slim | 6:43[A] |